# Giro di Toscana 2000
Il Giro di Toscana 2000, settantatreesima edizione della corsa, si svolse il 30 aprile su un percorso di 199 km, con partenza a Chianciano Terme e arrivo ad Arezzo. Fu vinto dal moldavo Ruslan Ivanov della Amica Chips-Tacconi Sport davanti agli italiani Sergio Barbero e Gianluca Bortolami.

## Ordine d'arrivo (Top 10)
| Pos. | Corridore          | Squadra                   | Tempo    |
| ---- | ------------------ | ------------------------- | -------- |
| 1    | Ruslan Ivanov      | Amica Chips-Tacconi Sport | 5h06'00" |
| 2    | Sergio Barbero     | Lampre-Daikin             | s.t.     |
| 3    | Gianluca Bortolami | Vini Caldirola-Sidermec   | a 30"    |
| 4    | Marco Pinotti      | Lampre-Daikin             | a 37"    |
| 5    | Denis Lunghi       | Team Colpack              | a 45"    |
| 6    | Riccardo Forconi   | Mercatone Uno-Albacom     | s.t.     |
| 7    | Vladimir Duma      | Ceramica Panaria-Gaerne   | s.t.     |
| 8    | Massimo Giunti     | Cantina Tollo             | s.t.     |
| 9    | Filippo Casagrande | Vini Caldirola-Sidermec   | s.t.     |
| 10   | Massimo Podenzana  | Mercatone Uno-Albacom     | s.t.     |